# Агемацу
Агема́цу (яп. 上松町 Агэмацу-мати) — посёлок в Японии, находящийся в уезде Кисо префектуры Нагано. Площадь посёлка составляет 168,47 км², население — 4838 человек (1 августа 2014), плотность населения — 28,72 чел./км².

## Географическое положение
Посёлок расположен на острове Хонсю в префектуре Нагано региона Тюбу. С ним граничат город Комагане, посёлок Кисо и сёла Окува, Отаки, Мияда.

## Население
Население посёлка составляет 4838 человек (1 августа 2014), а плотность — 28,72 чел./км². Изменение численности населения с 1980 по 2005 годы:
| 1980 | 7654 чел. |  |
| 1985 | 7370 чел. |  |
| 1990 | 6997 чел. |  |
| 1995 | 6641 чел. |  |
| 2000 | 6376 чел. |  |
| 2005 | 5770 чел. |  |

## Символика
Цветком посёлка считается Magnolia sieboldii.